# Louis Wain
Louis William Wain (5. kolovoza 1860. – 4. srpnja 1939.) bio je engleski umjetnik najpoznatiji po svojim crtežima antropomorfiziranih mačaka i mačića.
Wain je rođen u Clerkenwellu u Londonu. Godine 1881. prodao je svoj prvi crtež, a sljedeće je godine napustio mjesto profesora na Umjetničkoj školi West London kako bi postao ilustrator s punim radnim vremenom. Oženio se 1884., ali je tri godine kasnije ostao udovac. Godine 1890. preselio se na obalu Kenta sa svojom majkom i pet sestara, i, osim tri godine provedene u New Yorku, ostao je tamo sve do povratka obitelji u London 1917. Godine 1914. pretrpio je tešku ozljedu glave na konju nacrtana nesreća omnibusa i deset godina kasnije ovjerena kao luda. Preostalih petnaest godina života proveo je u duševnim bolnicama, gdje je nastavio crtati i slikati. Neke od njegovih kasnijih apstraktnih slika smatrane su pretečama psihodelične umjetnosti.
Wain je proizvodio stotine crteža i slika godišnje za časopise i knjige, uključujući Louis Wain's Annual koji je izlazio od 1901. do 1921. godine. Njegovi su se radovi također pojavljivali na razglednicama i reklamama, a napravio je i kratke pothvate u keramici i animiranim filmovima. Unatoč svojoj popularnosti i plodnom stvaralaštvu, Wain se nije obogatio, vjerojatno zahvaljujući činjenici da je jeftino prodavao svoja djela i odrekao se autorskih prava te jer je istovremeno morao uzdržavati majku i pet sestara.
Jedan od njegovih najpoznatijih radova je crtež nasmijane mačke popraćen rečenicom "Sretan sam jer me svi vole".
Ovaj je crtež nastao nedugo nakon što je saznao da će biti prebačen u bolju mentalnu bolnicu uz pomoć kampanje prikupljanja sredstava koju su proveli njegovi obožavatelji. Ovo je bilo posljednje umjetničko djelo koje je napravio u bolnici.

## Daljnje čitanje
- Allderidge, Patricia. 2000. The Cats of Louis Wain. Bibliothèque de l'Image. Paris. ISBN 2-909808-91-2
- Booth, Christine; Lund, Brian. 2003. Louis Wain: A Picture Postcard Checklist. Reflections of a Bygone Age. ISBN 1-900138-78-6
- Hughes, Kathryn. 2024. Catland. Johns Hopkins University Press. Baltimore, Maryland. ISBN 978-1421448145
- Latimer, Heather. 1982. Louis Wain - King of the Cat Artists. Papyrus Publishers. ISBN 978-0-943698-00-7
- Latimer, Heather. 2002. The English Cat Artist - Louis Wain. Papyrus Publishers. ISBN 0-943698-27-8
- Sauer, Walter. 2008. Der Katzen-Struwwelpeter (njemački). Edition Tintenfaß. Neckarsteinach. ISBN 978-3-937467-47-4
- Vincent, Adrian. 1989. 100 Years of Traditional British Painting. David & Charles. London. ISBN 0-7153-9446-0

## Vanjske poveznice
- Louis Wain, The National Archives
- Originalna djela Louisa Waina u galeriji Henry Boxer
- Biografija Louisa Waina, Simon Hitchman